# Urojaine (Urojaine), Simferopol
Urojaine (în ucraineană Урожайне) este localitatea de reședință a comunei Urojaine din raionul Simferopol, Republica Autonomă Crimeea, Ucraina.

## Demografie
Componența lingvistică a localității Urojaine
     Rusă (57,23%)
     Tătară crimeeană (29,88%)
     Ucraineană (10,91%)
     Alte limbi (0,55%)
Conform recensământului din 2001, majoritatea populației localității Urojaine era vorbitoare de rusă (57,23%), existând în minoritate și vorbitori de tătară crimeeană (29,88%) și ucraineană (10,91%).